# Utlänningsnämnden
Utlänningsnämnden var en överinstans till svenska Migrationsverket, med uppgift att hantera och besluta i vissa överklaganden av Migrationsverkets beslut. Utlänningsnämnden hade sitt säte i Stockholm och hade sitt kansli på Drottninggatan 95 (byggnaden som ibland kallas "Gamla Teknis").  
Nämnden var verksam från den 1 januari 1992 till den 31 mars 2006. Dess beslut kunde inte överklagas. Det fanns dock möjlighet att få sin sak prövad på nytt genom att ge in en ny ansökan till Utlänningsnämnden. För att beslutet skulle ändras krävdes att man åberopade nya omständigheter som inte prövats tidigare och att sökanden bedömdes ha ett skyddsbehov eller att en avvisning skulle strida mot humanitetens krav. 
Utlänningsnämnden avgjorde som huvudsak överklagandena genom beslut av en lagfaren ordförande som skulle vara, eller tidigare ha varit, ordinarie domare samt två nämndemän som utsågs av regeringen på förslag från partierna i riksdagen. Ärenden av enklare beskaffenhet kunde avgöras av en lagfaren domare utan medverkan av nämndemän. Principiellt viktiga ärenden avgjordes av s.k. stornämnd i vilken deltog generaldirektören som ordförande, ytterligare en lagfaren domare samt fyra stycken nämndemän. Utlänningsnämnden kunde dock besluta att istället för att avgöra ett överklagande själv hänskjuta frågan till regeringen för avgörande, om det rörde en principiellt viktig fråga. Vägledande från beslut från Utlänningsnämnden samt regeringen publicerades i en särskild rättsfallssamling benämnd "Utlänningslagen - Vägledande avgöranden".   
Myndighetens siste generaldirektör hette Håkan Sandesjö.
I september 2003 bestämdes att utlänningsnämnden skulle läggas ned och istället infördes ett domstolsförfarande vid överklaganden att gälla från och med den 31 mars 2006. Vid tidpunkten för Utlänningsnämndens nedläggning hade myndigheten omkring 250 anställda. 
Utlänningsnämndens uppgifter övertogs av migrationsdomstolarna. Dessa är förvaltningsrätterna i Stockholm, Göteborg, Luleå och Malmö. Det blev även möjligt att överklaga till Migrationsöverdomstolen, som utgörs av en avdelning på Kammarrätten i Stockholm, som är sista instans.